# China Machinery Engineering Corporation
China Machinery Engineering Corporation (CMEC) es una empresa de construcción e ingeniería que forma parte del grupo de empresas Sinomach. Una especialización de CMEC es la construcción de proyectos de energía en generación, transmisión y distribución. 
La empresa está presente en Turquía con oficinas de representación en Estambul y Ankara. CMEC ha operado en Turquía desde mediados de la década de 1980 y las operaciones en el país representaron 5% de los ingresos globales para 2013. El valor total de los proyectos en Turquía ascendió a 3 mil millones de dólares estadounidenses, según lo informado a mediados de 2013 por la compañía, con otros mil millones de dólares estadounidenses en ingresos por proyectos que se agregarán al total a finales de 2013. Las obras que asume en Turquía incluyen la construcción de una central térmica supercrítica de 600 MW, proyecto firmado en 2007. Inversión, la compañía anunció en 2013 la creación de un fondo de inversión, basado en su propio capital social y líneas de crédito de instituciones financieras chinas, para proyectos de energía en Turquía.
Firmó un acuerdo con Argentina en 2010 para rehabilitar la Red de carga Belgrano Cargas, parte a serie de ferrocarriles que atraviesa el centro y norte del país. En 2013, se anunció la financiación del proyecto con un préstamo de 2,47 mil millones de dólares estadounidenses del Banco de Desarrollo de China para financiar la mayor parte de los costos. Se firmó un segundo acuerdo en septiembre de 2015, duplicando la inversión original a 4.800 millones de dólares.
CMEC también construyó y posee parcialmente dos plantas de energía en Nigeria, Omotosho Power Plants en el estado de Ondo En enero de 2016, la empresa firmó un acuerdo de 150 millones de euros con la ciudad, Tomislavgrad, en Herzegovina, para construir un parque eólico. El proyecto estará terminado en 2017.